# New Bermuda
New Bermuda è il terzo album in studio della band americana Deafheaven. È stato pubblicato il 2 ottobre 2015 attraverso l'etichetta ANTI- Records.

## Concezione e registrazione
L'album è stato registrato dal vivo nell'aprile 2015 con il produttore e ingegnere di Sunbather Jack Shirley alla 25th Street Recording a Oakland, in California, e all'Atomic Garden Recording a Palo Alto, in California. La copertina dell'album presenta un dipinto ad olio di Allison Schulnik.
Il trailer dell'album è stato rilasciato il 27 luglio 2015. Il 18 agosto 2015, la band ha condiviso la prima traccia dell'album, Brought to the Water. Il 15 settembre 2015, la band ha condiviso la traccia "Come Back" dall'album. Il 23 settembre 2015, l'album è diventato disponibile per lo streaming sul sito Web di NPR. 

## Accoglienza
| Recensione    | Giudizio |
| ------------- | -------- |
| AllMusic      |          |
| The A.V. Club | A–       |
| Clash         | 8/10     |
| Consequence   | A–       |
| The Guardian  |          |
| Metacritic    | 85/100   |
| Kerrang!      |          |
| Pitchfork     | 9/10     |
| Rolling Stone |          |
| Spin          | 9/10     |
| Uncut         | 7/10     |

L'album è stato accolto positivamente dalla critica, ricevendo su Metacritic un punteggio di 85/100 basato su 17 recensioni. New Bermuda è stato inserito al numero 26 della lista dei migliori album dell'anno (2015) da Pitchfork Media.
New Bermuda si è piazzato al 63º posto della Billboard 200.

## Tracce
1. Brought to the Water – 8:37
2. Luna – 10:14
3. Baby Blue – 10:06
4. Come Back – 9:16
5. Gifts for the Earth – 8:22

## Formazione
Deafheaven
- George Clarke – voce
- Kerry McCoy – chitarra
- Daniel Tracy – batteria
- Stephen Clark – basso
- Shiv Mehra – chitarra

Altro personale
- Jack Shirley – produzione, ingegneria, registrazione
- Alison Schulnik – copertina
- Nick Steinhardt – design

## Classifiche
Classifiche settimanali
| Classifica (2015)                | Posizione massima |
| -------------------------------- | ----------------- |
| Belgio (Fiandre)                 | 88                |
| Stati Uniti (Billboard 200)      | 63                |
| Stati Uniti (Top Rock Albums)    | 16                |
| Stati Uniti (Hard Rock Albums)   | 9                 |
| Stati Uniti (Vinyl Albums)       | 1                 |
| Stati Uniti (Independent Albums) | 8                 |
| Stati Uniti (Tastemakers Albums) | 5                 |